# Tell Me How You Really Feel
Tell Me How You Really Feel (en español: Dime lo que realmente sientes) es el segundo álbum de estudio de la artista australiana de indie rock Courtney Barnett. Fue grabado en julio de 2017 y lanzado en mayo de 2018, bajo los sellos Milk! Records (propiedad de Barnett), Mom+Pop y Marathon Artists. 

## Lista de canciones
Todas las canciones escritas y compuestas por Courtney Barnett. 
| N.º | Título                                                  | Escritor(es) | Duración |  |
| 2.  | «City Looks Pretty»                                     |              | 04:42    |  |
| 3.  | «Charity»                                               |              | 04:10    |  |
| 4.  | «Need a Little Time»                                    |              | 03:58    |  |
| 5.  | «Nameless, Faceless»                                    |              | 03:15    |  |
| 6.  | «I'm Not Your Mother, I'm Not Your Bitch»               |              | 01:50    |  |
| 7.  | «Crippling Self-Doubt and a General Lack of Confidence» |              | 02:48    |  |
| 8.  | «Help Your Self»                                        |              | 03:02    |  |
| 9.  | «Walkin' on Eggshells»                                  |              | 04:01    |  |
| 10. | «Sunday Roast»                                          |              | 04:44    |  |

## Personal
- Courtney Barnett – guitarra, voz
- Bones Sloane – bajo,voces
- Dave Mudie – batería, percusión
- Dan Luscombe – teclados, órgano, guitarra, coros
- Kim Deal – voces, guitarra (invitada)
- Kelley Deal – voces (invitada)

## Charts
| Charts (2018)                   | Posiciones |
| ------------------------------- | ---------- |
| Australia (ARIA)                | 2          |
| Austria (Ö3 Austria)            | 44         |
| Bélgica (Ultratop flamenca)     | 20         |
| Bélgica (Ultratop valona)       | 37         |
| Países Bajos (Album Top 100)    | 29         |
| Francia (SNEP)                  | 30         |
| Alemania (Media Control Charts) | 24         |
| Irlanda (IRMA)                  | 36         |
| New Zealand Albums (RMNZ)       | 10         |
| Portugal (AFP)                  | 43         |
| Escocia (Scottish Albums Chart) | 5          |
| Spanish Albums (PROMUSICAE)     | 55         |
| Suiza (Schweizer Hitparade)     | 19         |
| Reino Unido (UK Albums Chart)   | 9          |
| Estados Unidos (Billboard 200)  | 22         |